# Hradčany (przystanek kolejowy)
Hradčany – przystanek kolejowy w miejscowości Hradčany, w kraju południowomorawskim, w Czechach. Znajduje się na wysokości 255 m n.p.m..
Jest zarządzany przez Správę železnic. Na przystanku nie ma możliwości zakupu biletów, a obsługa podróżnych odbywa się w pociągu.

## Linie kolejowe
- 250 Havlíčkův Brod - Brno - Kúty